# Molve Grede
Molve Grede je naseljeno mjesto u Općini Molve. Na popisu 2001. imalo je 300 stanovnika.
Smješteno je između Molva na zapadu i Novog Virja na istoku, na koje se izravno naslanja i s kojim je potpuno povezano te čini jedinstvenu cjelinu. Sa sjevera je omeđeno rijekom Dravom, odnosno njezinim pritokom, rječicom Bistrom, a na jug vodi najvažnija prometnica - prema Đurđevcu. Podijeljeno je između dviju rimokatoličkih župa: uznesenja BDM Molve i sv. Josipa Novo Virje.
Selo je nastalo naseljavanjem stanovništva iz Molva krajem 19. stoljeća na područje tzv. konaka, nastamba prvotno korištenih za privremen boravak na poljoprivrednom dobru prigodom sezonskih radova. Nakon Drugoga svjetskog rata stalan je pad broja stanovnika, usred iseljavanja i smanjenja prirodnog prirasta. Stanovništvo se većinom bavi poljoprivredom.
Prirodno bogatstvo čine šume i umjetna jezera Sekuline, sa svom raznolikošću flore i faune. 
Vijeće Mjesnog odbora Molva Greda čini pet članova. Na izborima 2011. godine izabrana su četiri vijećnika HSS-a i jedan HDZ-a.
Mjesto ima dobrovoljno vatrogasno društvo i vatrogasni dom.

## Stanovništvo
| broj stanovnika |       |       |       | 209   | 290   | 401   | 466   | 486   | 460   | 460   | 464   | 394   | 375   | 315   | 300   | 280   | 199   |
|                 | 1857. | 1869. | 1880. | 1890. | 1900. | 1910. | 1921. | 1931. | 1948. | 1953. | 1961. | 1971. | 1981. | 1991. | 2001. | 2011. | 2021. |